# Torom-carijó
Pita-formigueira-pintalgada ou torom-carijó (Hylopezus macularius) é uma espécie de ave da família Grallariidae. Pode ser encontrado nos seguintes países: Bolívia, Brasil, Colômbia, Equador, Guiana Francesa, Guiana, Peru, Suriname e Venezuela. Seus habitats naturais são: florestas subtropicais ou tropicais húmidas de baixa altitude.
O torom-carijó (Hylopezus macularius) é uma espécie incomum e rara de ser encontrada. Pode medir até 14 centímetros, ocorre em grande parte da região Amazônica e pode ser avistada também nas Guianas, na Venezuela, Colômbia, Bolívia e no Peru.
A ave que vive no interior e nas bordas de florestas úmidas tem hábito solitário, mas pode viver aos pares. Normalmente é avistada quando está correndo no chão ou pulando perto do solo. Apresenta uma plumagem mesclada. O dorso tem coloração mais escura em tom de marrom, o papo é branco e o peito é rajado seguido de tons de castanho-claro.
Pode ser encontrada próxima a riachos encachoeirados ou em matas pantanosas. Percorre o sub-bosque escuro, alimenta-se de insetos, que obtém revirando a folhagem do chão. O torom-carijó constrói o ninho em formato de taça rudimentar a pouca altura da terra.